# Badminton bei den Islamic Solidarity Games 2013
Badminton wurde bei den Islamic Solidarity Games 2013 vom 23. bis zum 30. September 2013 gespielt.

## Sieger und Platzierte
| Disziplin    | Gold | Silber | Bronze                                                              |
| ------------ | --- | --- | ------------------------------------------------------------------- |
| Herreneinzel | Goh Giap Chin | Nur Mohd Azriyn Ayub | Emre Vural                                                          |
| Herreneinzel | Goh Giap Chin | Nur Mohd Azriyn Ayub | Rizky Antasari                                                      |
| Dameneinzel  | Lim Yin Fun | Neslihan Yiğit | Intan Dwi Jayanti                                                   |
| Dameneinzel  | Lim Yin Fun | Neslihan Yiğit | Fitriani                                                            |
| Herrendoppel | Low Juan Shen Tan Yip Jiun                                                                                             | Emre Arslan Hüseyin Oruç | Danang Hariandika Ivan Gunardi                                      |
| Herrendoppel | Low Juan Shen Tan Yip Jiun                                                                                             | Emre Arslan Hüseyin Oruç | Emre Lale Emre Vural                                                |
| Damendoppel  | Chow Mei Kuan Shevon Jemie Lai                                                                                         | Dini Fitri Alviani Inten Ratnasari                                                                                                  | Amelia Alicia Anscelly Soong Fie Cho                                |
| Damendoppel  | Chow Mei Kuan Shevon Jemie Lai                                                                                         | Dini Fitri Alviani Inten Ratnasari                                                                                                  | Nisak Pu Ravenska Adifta                                            |
| Mixed        | Mohd Lutfi Zaim Abdul Khalid Amelia Alicia Anscelly                                                                    | Wong Fai Yin Shevon Jemie Lai | Inten Ratnasari Danang Hariandika                                   |
| Mixed        | Mohd Lutfi Zaim Abdul Khalid Amelia Alicia Anscelly                                                                    | Wong Fai Yin Shevon Jemie Lai | Ramazan Öztürk Neslihan Kılıç                                       |
| Herrenteam   | Malaysia Goh Giap Chin Nur Mohd Azriyn Ayub Chong Yee Han Low Juan Shen Tan Yip Jiun Yew Hong Khen Nelson Heg Wei Keat | Indonesien I Putu Roy Danu Rizky Antasari Rohmat Abdul Rohman Abu Bakar Tedi Supriadi Alwi Mahardika Felix Eka                      | Türkei Emre Lale Ramazan Öztürk Emre Vural Emre Arslan Hüseyin Oruç |
| Damenteam    | Malaysia Lim Yin Fun Chow Mei Kuan Shevon Jemie Lai Amelia Alicia Anscelly Soong Fie Cho                               | Indonesien Intan Dwi Jayanti Fitriani Priskila Siahaya Dini Fitri Alviani Inten Ratnasari Nisak Puji Lestari Ravenska Cintya Adifta | Türkei Özge Bayrak Neslihan Yiğit Cemre Fere Neslihan Kılıç         |

## Medaillenspiegel
| Rang   | Land       | Gold | Silber | Bronze | Gesamt |
| ------ | ---------- | ---- | ------ | ------ | ------ |
| 1      | Malaysia   | 7    | 2      | 1      | 10     |
| 2      | Indonesien | 0    | 3      | 6      | 9      |
| 3      | Türkei     | 0    | 2      | 5      | 7      |
| Gesamt | Gesamt     | 7    | 7      | 12     | 26     |